# Small Faces (musikalbum, 1966)
Small Faces är gruppen Small Faces debutalbum, utgivet 1966. I USA där gruppen var en one-hit wonder med låten "Itchycoo Park" är troligen låtmaterialet främst känt av skivsamlare och folk med ett bredare intresse för musik. I hemlandet Storbritannien däremot var både "Wat'cha Gonna Do About It?" och "Sha-La-La-La-Lee" större hits. Medlemmarna i Small Faces var liksom andra modgrupper inspirerade av Motown-artister och det har färgat av sig på låtarna.

## Låtlista
Sida 1
1. "Shake" (Sam Cooke) – 2:55
2. "Come on Children" (Kevin Jones/Ronnie Lane/Steve Marriott/Jimmy Winston) – 4:20
3. "You'd Better Believe It" (Kenny Lynch/Jerry Ragovoy) – 2:19
4. "It's Too Late" (Kevin Jones/Ronnie Lane/Steve Marriott/Jimmy Winston) – 2:37
5. "One Night Stand" (Ronnie Lane/Steve Marriott) – 1:50
6. "What'cha Gonna Do About It?" (Brian Potter/Ian Samwell) – 1:59

Sida 2
1. "Sorry She's Mine" (Kenny Lynch) – 2:48
2. "Own Up Time" (Kevin Jones/Ronnie Lane/Steve Marriott/Ian McLagan) – 1:47
3. "You Need Loving" (Ronnie Lane/Steve Marriott) – 3:59
4. "Don't Stop What You're Doing" (Kenney Jones/Ronnie Lane/Steve Marriott/Ian McLagan) – 1:55
5. "E Too D" (Ronnie Lane/Steve Marriott) – 3:02
6. "Sha-La-La-La-Lee" (Kenny Lynch/Mort Shuman) – 2:56

- Willie Dixon skrev texterna till "You Need Loving". På albumet krediteras låten Steve Marriott och Ronnie Lane.

## Medverkande
Small Faces
- Steve Marriott – sologitarr, sång, bakgrundssång
- Ronnie Lane – basgitarr, bakgrundssång, sång
- Kenney Jones – trummor, percussion
- Ian McLagan – keyboard, bakgrundssång (spår 1, 3, 5, 7, 8, 9, 12)
- Jimmy Winston – keyboard, bakgrundssång, rytmgitarr (spår 2, 4, 6, 10, 11)

Bidragande musiker
- Kenny Lynch – bakgrundssång (spår 3, 7, 12)